# راسيل كوغلين
راسيل كوغلين (بالإنجليزية: Russell Coughlin)‏ هو لاعب كرة قدم بريطاني، ولد في 15 فبراير 1960 في سوانزي في المملكة المتحدة، وتوفي في 3 أغسطس 2016 في كارلايل في المملكة المتحدة بسبب حادث مرور. لعب مع بلاكبيرن روفرز وسوانزي سيتي وشروزبري تاون ومانشستر سيتي ونادي إكزتر سيتي ونادي بلاكبول ونادي بليموث أرجايل ونادي توركي يونايتد ونادي كارلايل يونايتد.

## وصلات خارجية
- راسيل كوغلين على موقع قاعدة بيانات كرة القدم.إي يو (الإنجليزية)
- راسيل كوغلين على موقع Soccerbase.com (لاعب) (الإنجليزية)